# Tavila indeterminata
Tavila indeterminata là một loài bướm đêm trong họ Noctuidae.